# 宿無し
「宿無し」（やどなし）は、1978年4月にリリースされた世良公則&ツイスト（後にツイストと改名）の2枚目のシングルである。ファーストアルバム収録のものとは別テイクになる。

## 収録曲
1. 宿無し(3分42秒)
  - 作詞:世良公則／作曲:世良公則／編曲:世良公則&ツイスト
  - 2016年にテレビ東京ドラマ『ヤッさん〜築地発!おいしい事件簿〜』の主題歌に起用された[1]。
2. マギー(4分36秒)
  - 作詞:世良公則／作曲:世良公則／編曲:世良公則&ツイスト